# پاتریس بلی-سالنس
پاتریس بلی-سالنس (فرانسوی: Patrice Bailly-Salins‎؛ زادهٔ ۲۱ ژوئن ۱۹۶۴) ورزشکار دوگانه اهل فرانسه است.